# Jacob Mohn
Jacob Neumann Mohn, född 30 maj 1838 i Bergen, död 16 februari 1882, var en norsk jurist och statistiker. Han var bror till Henrik och Emanuel Mohn.
Mohn blev juris kandidat 1859 och var 1864-67 anställd i norska Justitiedepartementet samt 1870-78 sekreterare i Det statistiske kontor. Han utarbetade Lovudkast med motiver angaaende børns og unge menneskers anvendelse til arbeide udenfor hjemmet (1878), sökte främja kooperationen och var en initiativrik statistiker, bland annat på näringslivets område.